# Quang Trung, thành phố Hải Dương
Quang Trung là một phường thuộc thành phố Hải Dương, tỉnh Hải Dương, Việt Nam.

## Địa lý
Phường Quang Trung nằm ở trung tâm thành phố Hải Dương, có vị trí địa lý:
- Phía đông giáp phường Nhị Châu
- Phía tây giáp phường Nguyễn Trãi
- Phía nam giáp phường Trần Hưng Đạo
- Phía bắc giáp phường Bình Hàn.

Phường có diện tích 1,03 km², dân số năm 2018 là 24.078 người, mật độ dân số đạt 23.377 người/km².

## Hành chính
Phường Quang Trung được chia thành 11 khu dân cư: 1, 2, 3, 4, 5, 6, 7, 8, 9, 10, 11.

## Lịch sử
Ngày 16 tháng 10 năm 2019, Ủy ban Thường vụ Quốc hội ban hành Nghị quyết số 788/NQ-UBTVQH14 về việc sắp xếp các đơn vị hành chính cấp huyện, cấp xã thuộc tỉnh Hải Dương (nghị quyết có hiệu lực từ ngày 1 tháng 12 năm 2019). Theo đó:
- Điều chỉnh 2,95 ha diện tích tự nhiên của phường Trần Hưng Đạo; 2,78 ha diện tích tự nhiên và 150 người của phường Nhị Châu; 13,10 ha diện tích tự nhiên và 443 người của phường Bình Hàn về phường Quang Trung
- Điều chỉnh 0,03 ha diện tích tự nhiên của phường Quang Trung về phường Nhị Châu.

Sau khi điều chỉnh địa giới hành chính, phường Quang Trung có 103,44 ha diện tích tự nhiên và 24.078 người.